# حثاة (علم النبات)
الحَثَاة  (بالإنجليزية: Palea)‏، في علم النبات، لها مَعنيين مُختلفين. فقد تُستَخدم مُصطلحًا بديل للقِنابة الصِهْريجِيّة الموجودة في الفصيلة النجمية. وإلَّا فهي تُشير إلى واحدة من الأعضاء الشبيهة بالقِنابة في سُنَيْبُلة الفصيلة العُشبيّة، النجيلية.

## النجميّة
تُعرَف إجمالًا بِـ«العُصافة» وهي الحَثَوات، عندما تنوجِد، فإنّها تُمَثِّل كلّ زُهَيرة مُقابِلة ومُغطّية للسطح العلويّ لكرسيّ الزهرة.

## النجيلية
الحَثَاة هي القُنابتين العُلويّتين شبيهتي العُصافة الّتي تُغلِّف زُهيرة العُشبة (الأُخرى هي ورقة أسيلة). غالبًا ما تكون مَشقوقة القِمّة، ممّا يدلّ على أنّها قد تكون عبارة عن بُنية مُزدوجة(ثُنائيَّة) مُشتَقَّة من اتّحاد عضوين مُنفصلين، وقادَ هذا الأمر إلى اقتراح أن تكون هذه ما تبقّى من سَبَلَة (دُوَّارَة كُمّ الزَّهْرَة الخارجيّة): تحديدًا العضوين المجاورين لمحور العضو من الأعضاء الدُوَّارَة الثلاثة النموذجيّة لأحاديات الفلقة. قد يغيب العضو الثّالث أو قد يَتمثَّل بالورقة الأسيلة، وهذا طبقًا لتفسيرات نباتيّة مُختلفة.

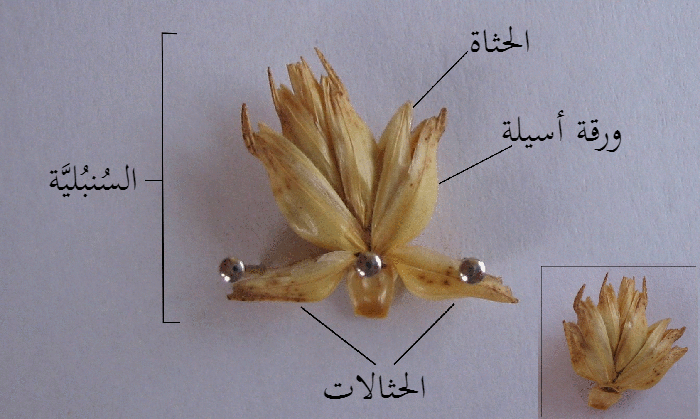
أجزاء من سُنَيْبُلة عشبيّة وحيدة، تتكوّن من حُثالتين وأربعة زُهيرات خَصْبَة إضافةً إلى زُهيرة مَركزيّة إضافيّة قد تكون أو لا تكون عَقيمة

إنَّ ترجمة (تأويل) كُمّ زَهْرَة الحَثَاة مَدعوم بالتعبير عن جينات صندوق مادز ‏ (بالإنجليزية: MADS-box)‏ في هذا العضو خِلال نَمائِه، وهذه هي الحالة في سَبَلَاْت النباتات ثنائيات الفلقة الحقيقية.